# Wielobój kulturystyczny
Wielobój kulturystyczny – dyscyplina sportowa wymyślona i uprawiana w Polsce w latach 60. XX w., oparta na kombinacji elementów kulturystyki (trening siłowy, pozowanie), gimnastyki i podnoszenia ciężarów (wyciskanie, przysiad, zarzut).

## Historia
Wielobój kulturystyczny był oryginalną dyscyplina sportową, wymyśloną przez ojca polskiej kulturystyki – redaktora Stanisława Zakrzewskiego pod koniec lat 50. XX w. Stworzenie jej było wynikiem dążenia Zakrzewskiego i skupionych przy nim nielicznych wówczas działaczy, którzy widząc nieprzychylną postawę władz wobec kulturystki jako takiej, tj. dyscypliny „zgniłego Zachodu”, oraz pragnąc aby umięśniona sylwetka stała się jednym z elementów szerszego ruchu sportowego, dążącego do wypracowania ogólnej sprawności, siły i ładnego wyglądu człowieka (tzw. „polska szkoła kulturystyki”), wymyślili dyscyplinę wielobojową, która oprócz klasycznej kulturystki zawierała również boje siłowe i gimnastykę sprawnościową. Zawody organizowane w tej dyscyplinie nazywano mistrzostwami w wieloboju kulturystycznym. Do najsłynniejszych z nich należały Ogólnopolskie Zawody w Wieloboju Kulturystycznym organizowane w latach 1960–1969 na sopockich kortach. Pod koniec lat 60. była to nawet dyscyplina międzynarodowa, ale wyłącznie w obozie socjalistycznym. W 1969 zawody w wieloboju kulturystycznym rozegrano w ZSRR, a w 1971 w Czechosłowacji. Z czasem wielobój zaczął być wypierany przez klasyczną kulturystykę, która zyskiwała w Polsce coraz większą popularność. Wraz ze śmiercią Zakrzewskiego (1972) zaprzestano organizowania „mistrzostw w wieloboju”, tj. najpierw z programu zawodów kulturystycznych zniknęła sama nazwa, następnie wyeliminowano układ gimnastyczny i stopniowo ograniczano boje, nadając zawodom z roku na rok formułę zgodną ze światowymi standardami, ustalonymi przez IFBB. W latach 70. na zawodach kulturystycznych w Polsce rozgrywano już tylko jeden bój siłowy – wyciskanie sztangi leżąc – z którego zrezygnowano ostatecznie w 1982 roku.

## Konkurencje
Program wieloboju podlegał w ciągu lat wielokrotnym modyfikacjom. Stosowano podział na kategorie wzrostowe oraz juniorów i seniorów.

### konkurencje kulturystyczne
- ocena postawy
- ocena pozowania

### konkurencje siłowe
- wyciskanie sztangi w leżeniu
- przysiady ze sztangą na barkach
- przysiady ze sztanga na klatce piersiowej
- zarzucanie sztangi na klatkę piersiową
- podciąganie na drążku

### konkurencje gimnastyczne
- wyskok dosiężny
- trójskok obunóż z miejsca